# Okręg wyborczy Casey
Okręg wyborczy Casey (ang. Division of Casey) – jednomandatowy okręg wyborczy do Izby Reprezentantów Australii, położony w stanie Wiktoria, na wschód od Melbourne. Powstał w 1969, jego patronem jest były gubernator generalny Australii Richard Casey. 

## Lista posłów
| okres urzędowania | poseł              | przynależność              |
| ----------------- | ------------------ | -------------------------- |
| 1969-1972         | Peter Howson       | Liberalna Partia Australii |
| 1972-1975         | Race Matthews      | Australijska Partia Pracy  |
| 1975-1983         | Peter Falconer     | Liberalna Partia Australii |
| 1983-1984         | Peter Steedman     | Australijska Partia Pracy  |
| 1984-1998         | Bob Halverson      | Liberalna Partia Australii |
| 1998-2001         | Michael Wooldridge | Liberalna Partia Australii |
| od 2001           | Tony Smith         | Liberalna Partia Australii |

źródło: 